# Carib Beer Cup 2007/08
Der Carib Beer Cup 2007/08 war die 42. Saison des nationalen First-Class-Cricket-Wettbewerbes in den West Indies und wurde vom 4. Januar bis zum 26. April 2008 ausgetragen. Gewinner des Wettbewerbes war Jamaika.

## Format
Die sieben Mannschaften spielten in einer Gruppe gegen jedes andere Team jeweils ein Mal. Für einen Sieg gibt es 12 Punkte, für eine Niederlage nach Führung nach dem ersten Innings vier Punkte, für einen Sieg nach dem ersten Innings bei einem Remis 6 Punkte, für eine Niederlage  nach dem ersten Innings bei einem Remis 6 Punkte, für eine Absage oder keine Entscheidung im ersten Innings 4 Punkte. Der Tabellenführende nach der Gruppenphase ist der Gewinner des Wettbewerbes. Die beiden Erstplatzierten der Gruppe spielten im Finale den Gewinner des Wettbewerbes aus.

## Resultate

### Gruppenphase
Tabelle
Am Ende der Saison nahm die Tabelle die folgende Gestalt an.
| Team                           | Sp. | S | N | R | LWF | DWF | DLF | ND | Ded | Punkte |
| ------------------------------ | --- | - | - | - | --- | --- | --- | -- | --- | ------ |
| Jamaika                        | 6   | 4 | 0 | 0 | 1   | 1   | 0   | 0  | 0   | 58     |
| Trinidad und Tobago            | 6   | 4 | 0 | 0 | 0   | 0   | 1   | 1  | 0   | 55     |
| Barbados                       | 6   | 3 | 2 | 0 | 0   | 1   | 0   | 0  | 0   | 42     |
| Leeward Islands                | 6   | 1 | 2 | 0 | 0   | 1   | 1   | 1  | 0   | 25     |
| Windward Islands               | 6   | 1 | 3 | 0 | 1   | 1   | 0   | 0  | 0   | 22     |
| Guyana                         | 6   | 1 | 3 | 0 | 0   | 1   | 1   | 0  | 0   | 21     |
| Combined Campuses and Collages | 6   | 1 | 3 | 0 | 0   | 0   | 2   | 0  | 0   | 18     |

Sieg: 12 Punkte; Remis: 3 Punkte

## Finale
Im Finale, das unter dem Wettbewerbsnamen Carib Beer Challenge 2007/2008 vermarktet wurde, trafen die beiden Erstplatzierten der Gruppe aufeinander.
| 24. – 26. April Scorecard | Kingston | Trinidad und Tobago 121 (49.4) & 241 (79.3) | – | Jamaika 293 (106.2) & 71-1 (12) |
|                           |          | Jamaika gewinnt mit 9 Wickets               |   |                                 |